# Звездана година
Звездана или сидеричка година (365 дана 6 сати 9 минута 9.76 секунди = 365.256363 дана) је време за које планета Земља обиђе око Сунца с обзиром на систем удаљених звезда. Звездане године су важне у механици кретања планета, док је тропска (соларна) година важна за свакодневни живот; њихова разлика је узрокована прецесијом Земље, ротацијом која се одвија од ротације Земље са периодом од 25,800 година (Платонова година). Година прецесије Земље је 50.29. “Због периодичне промене положаја чворова Месечеве путање око Земље, постоји нутација, као набори на прецесијској купи, са периодом од 18.66 година. Звездана година је време када Сунце на небу обухвати пуни угао, или, другим речима, време Земље око Сунца у односу на одређени правац у простору (нпр. у односу на пролетњу тачку). Сунце је преплавило небо сферним углом који је мањи од Земљиног прецесијског угла, 360° до 50,25 "Сунце иде за 365,2422 дана током Сунчеве године, и 360° за звездану годину. Звездана је око 20 минута дужа од Сунчеве године.

## Сунце и звездано време
У свакодневном деловању, најважнији период времена одређује се променом светла и таме (померањем дана сунца или инсолације). Положај Сунца на небеској сфери има казаљку која помаже да се одреди доба дана. Рачунање времена почиње у поноћ, у време када је Сунце у доњој кулминацији. Сунчев дан (Синодични дан) је време које потроши Сунце између две узастопне идентичне кулминације (горње до поноћи или поноћи). Слично томе, звездани дан (сидерички дан) је време које је потребно да једна звезда начини пуни окрет, тачније, до почетне тачке. Сунчево време служи за свакодневне животне активности. Знајући тренутак сунчеве светлости, у могућности смо да одредимо положај Сунца на небу. Може нам се чинити да то није проблем, јер је Сунце изнад хоризонта лако видети. Али код звезда није тако. Звезде су много краће видљиве од Сунца. Време звезде је потребно да би се одредила позиција звезде, осим у астрономији, и за геодезију и навигацију.

## Звездано време
Показатељ звезданог времена је пролећна тачка. Звездано време је једнако сатном углу пролећне тачке. Звездани дан почиње када је пролећна тачка у горњој кулминацији. Време звезде је повезано са сваким сатом са углом сата и правилношћу звезде. Ограничен је на период од 0 до 24 сата. Време звезде тече глатко као што Земља ротира. Време звезданог времена одређено је само ротацијом Земље у односу на звезде. С временом постоје мале промене. Разлози за ове промене су троструки. Један је ефекат плиме. Код кретања плимних таласа долази до трења између водене масе и дна. Трењем се губи део кинетичке енергије ротације и успорава се. Појава се манифестује кроз вишестолетне интервале. Тада постоје сезонске промене брзине ротације, у зависности од годишњег доба, промене јачине и праваца ветрова и морских струја. Према томе, ротација се убрзава и успорава током године, у зависности од тога да ли је подржана ротација или преливање Земље. Трећи разлог лежи у кретањима у унутрашњости Земље и у физичком простору Земљине средине.
Дан сунца не добија се само од стране Земљиног окретања око сопствене осе, већ и од годишњег путовања Земље око Сунца. Чинећи то, Земља чини један окрет више око своје осе, у односу на пролећну тачку (или звезде) него у односу на Сунце. Окружење Сунца чини додатни заокрет Земље ка звезданом систему. То значи да ће број звезданих дана у Соларној (тропској) години бити једна јединица већа од Сунчевог броја у Соларној години:
```
   (Т + 1) звездани дан = Т сунчев дан
```

где је Т соларна или тропска година која је 365 дана, 5 сати, 48 минута и 46 секунди = 365.24219 д, тако да добијамо:
```
   1 дан = 23 х 56 мин 4 с
```

Звездани дан је сам по себи подељен на 24х звездано време, а сати, минути и секунди звезданог времена такође трају краће од сати, минута и секунди сунчевог времена:
```
   Звездани сат  = 59 мин 50 с
   1 звијездни минут = 59.8 с
```

Звјездано време зависи од тога у ком се годишњем добу налазимо. Оног часа када је Сунце у пролећној тачки с којом заједно пролази кроз горњу кулминацију подне је (12х Сунчевог времена), истовремено је и почетак звезданог дана (0х звезданог времена). Наредног дана Сунце ће се наћи источније од пролећне тачке јер оно међу звездама одмиче на исток, па ће у дневном окретању неба "заостајати" за звездама и касније проћи него пролећна тачка. Када угао између сатног круга пролећне тачке и Сунца порасте на 90° (почетак лета), звездано време ће бити "млађе" од Сунчевог за 6х; када порасте на 180° (почетак јесени), звездано време једнако је Сунчевом; када разлика досегне 270° (почетак зиме), звездано време ће бити за 6х "старије" од Сунчевог.

## Средњи Сунчев дан
Сунце се не креће једнаком брзином по еклиптици, а еклиптика се не подудара с небеским екватором. По еклиптици се Сунце не креће једнолико јер његово привидно кретање само одражава право кретање Земље око Сунца; Земља се по еклиптичној стази креће променљивом брзином. Зато Сунце не прелази сваког дана једнаке углове по еклиптици. Сунце исто мења своју угаону удаљеност од небеског екватора. То значи да оно осим кретања упоредо с небеским екватором изводи још и кретање у смеру усправном на екватор. На пример, дан после почетка пролећа, Сунце ће се наћи нешто северније од небеског екватора. Дневни помаци на север или на југ од небеског екватора највећи су у доба равнодневница, а у доба око сунцостаја Сунце се креће упоредо с небеским екватором. То значи, и када би се Сунце еклиптиком и кретало равномерно, његова се пројекција на небески екватор не би кретала равномерно.
Прави Сунчеви дани не трају зато једнако. Средњи Сунчев дан (или напросто дан) је просек свих правих Сунчевих дана у току тропске или Сунчеве године. Данас се трајање средњег Сунчевог дана прати помоћу атомских сатова. 1967. договорено је да се уместо секунде одређене из кретања Земље, као јединица времена искористи атомска секунда или секунда одређена атомским сатом. Та је секунда повезана с трајањем тропске или Сунчеве године 1900. Секундом се сматра раздобље времена који је био 31 556 925.9747 пута садржан у тој тропској години. Како се дужина дана и тропске године с временом мењају, то се ради усклађивања времена дана с календаром убацује у календарски дан додатна (прекобројна) секунда.

## Једначина времена
Природне појаве, као што су излазак и залазак Сунца, те горња кулминација (право мјесно подне), зависе од кретања правог Сунца. Да би се тренутак дана повезао са сатном кружницом на којој се налази Сунце, установљена је разлика правог и средњег Сунчева времена. Разлика је позната под називом једначина времена:
```
   једначина времена = право Сунчево време - средње Сунчево време
```

## Средње Сунчево време
Пошто се свако време, и звездано и Сунчево, мери сатним углом (у односу на меридијан посматрача), оно је локалног карактера. Свака земљописна дужина има своје време. Ако је код нас подне, западно од нас биће још јутро, а источније од нас биће поподне. Сваких 15° земљописне дужине доноси разлику мјесних времена од 1 сат. Зато је на некој земљописној дужини λ, средње Сунчево вријеме једнако:
```
   Тм = УТ ± λ
```

Код источних земљописних дужина предзнак је позитиван, код западних негативан. Светско или универзално време УТ (енгл. Universal Time) средње је Сунчево време на 0° меридијану или гриничком меридијану. Земљописну дужину λ треба изразити у временским јединицама користећи следеће односе: 
1 х = 15°; 1 мин = 15'; 1 с = 15"; 1° = 4 мин; 1' = 4 с; 1" = 0.066 с.

## Координирано светско време УТЦ
У друштвеним заједницама успостављено је појасно или зонско време. Уместо да се свако место равна по својем средњем Сунчевом времену које започиње у месну поноћ, читаве државе или њихови делови имају заједничко време. Цела је Земља расподељена на 24 временске зоне или појаса. Средишњи меридијани временске зоне размакнути су за 15°. Унутар сваке зоне поштује се јединствено време. Поједине државе су увеле и летно рачунање времена (или ДСТ), којим се током летних месеци, казаљке пребацују обично за један сат унапред у односу на координирано светско време ( УТЦ). У Србији се примењује средњоевропско време или УТЦ+1, које је одређено средњим Сунчевим временом за источну земљописну дужину од 15° Е, а од 1983. примењује се и летно рачунање времена. Када се жели исказати временски след појава опажаних на различитим земљописним дужинама, као и праве временске разлике, тренутак времена изражава се помоћу координираног светског времена УТЦ.

## Право Сунчево време
Односима правог и средњег Сунчевог времена, мјесног и зонског, користимо се када желимо сазнати колико је сати у тренутку правог времена. Грађанско време које примењујемо средње је Сунчево време само за одређени меридијан. КОд нас је то 15° Е меридијан. Налазимо ли се 1° источније, на 16° Е меридијану (рецимо у близини Загреба), наше средње вријеме биће за 4 минута "старије" (средњем Сунчевом времену треба додати 4 минута).

## Датумска граница
Тренутак поноћи у некој временској зони одваја прошли дан од идућег дана. Дакле, постоји једна природна граница датума (надневка) која се непрестано покреће од временске зоне до зоне. Зато на Земљи мора постојати још једна граница датума, јер два подручја на Земљи, која истовремено имају два различита датума, морају се сучељавати на две, а не само на једној граници. Зато је постављена чврста датумска граница, и то у најмање насељеном подручју Тихог океана. С обе стране границе исто је време током дана, јер је једнака осунчаност, али се сусрећу два различита датума. Изводимо правило да приликом преласка датумске границе треба један дан одузети путује ли се са запада на исток, а додати један дан путује ли се с истока на запад. Путовањем на исток путник залази у подручје све "старијег" дана, мора померати сатну казаљку непрестано унапред, па на читавом кругу око Земље напуни један дан. Зато стекне један дан више, па га при преласку датумске границе мора одбити.